# Hustopeče
Hustopeče (deutsch Auspitz) ist eine Stadt Okres Břeclav in Tschechien. Die südmährische Weinstadt liegt 25 Kilometer nordwestlich von Břeclav und ist das Zentrum der Mikroregion Hustopečsko.

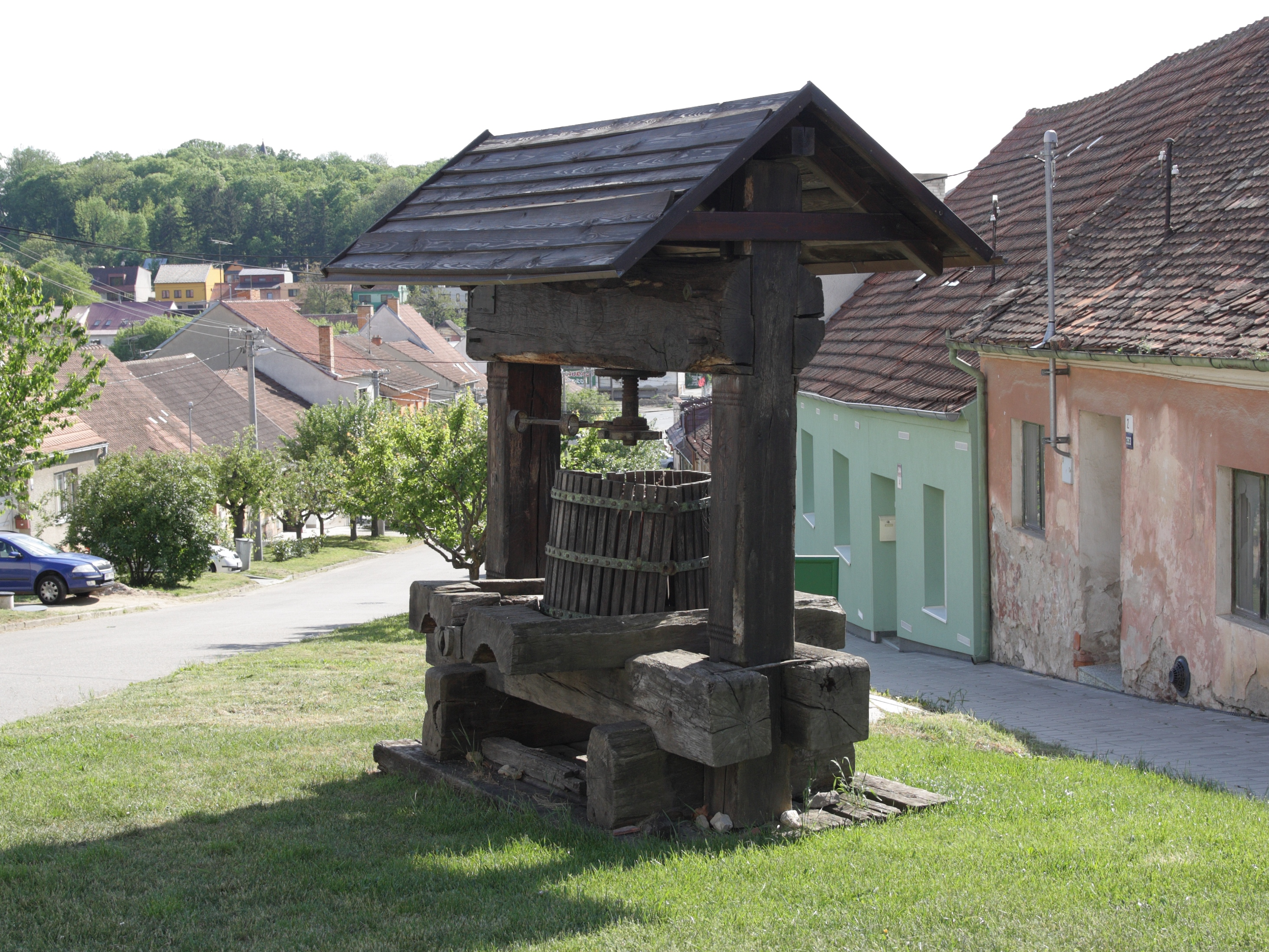
Eine alte Weinpresse in der Stadt Hustopeče

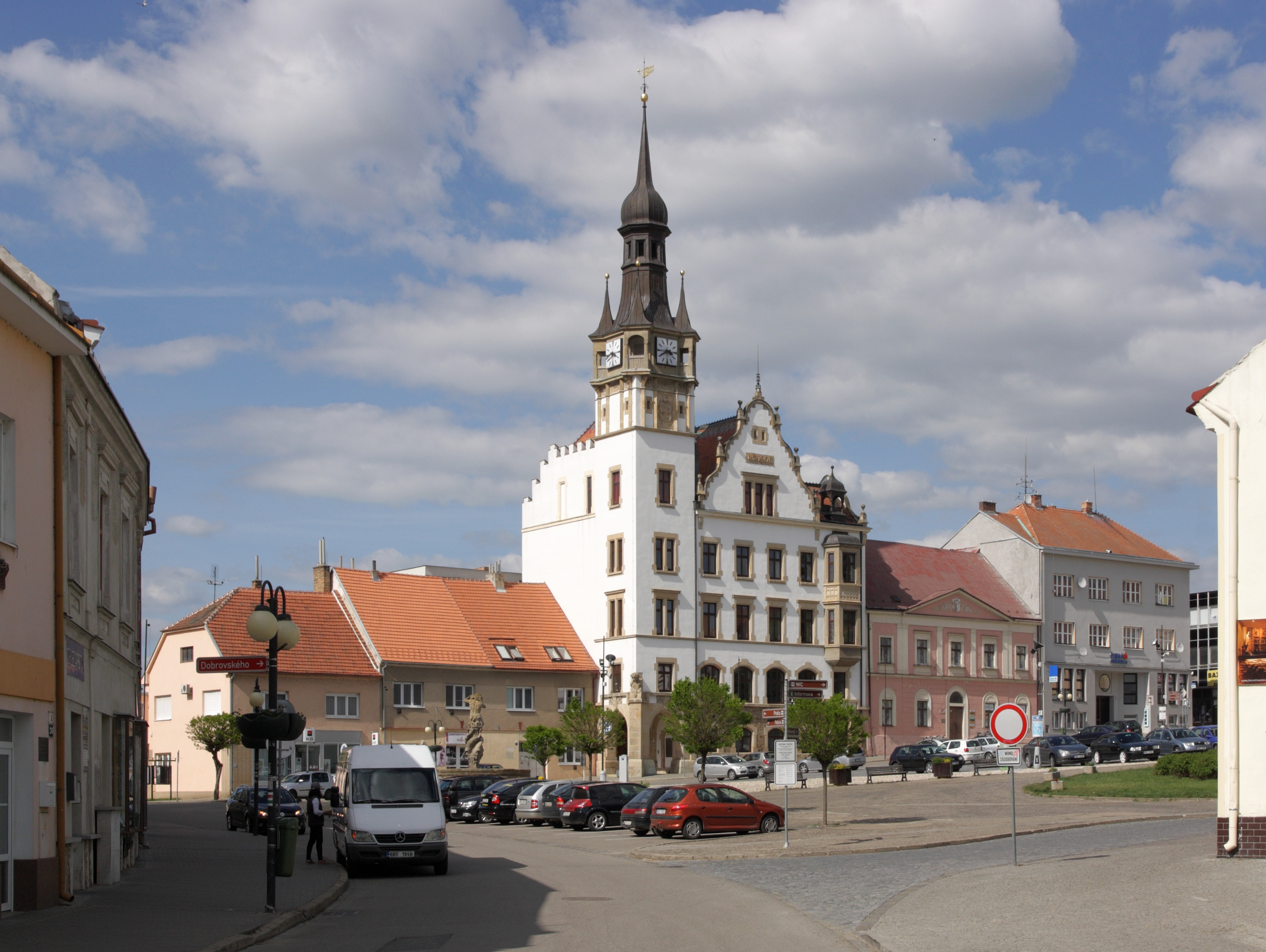
Das Rathaus von Hustopeče

## Geographie
Hustopeče befindet sich in den Hügeln der Hustopečská pahorkatina, einem Ausläufer des Ždánický les und wird vom Bach Štinkovka durchflossen. Nördlich erheben sich die Volská hora (236 m) und der Hustopečský starý vrch (Altenberg, 311 m), im Osten der Zrcátko (Wechselberg, 305 m), südöstlich der Kouty (Fleckenberg, 238 m), im Süden der Křížový vrch (Kreuzberg, 250 m) und westlich der Žebrák (Pettler, 292 m). An der nordöstlichen Peripherie verläuft die Autobahn D 2/E 65 von Brno nach Břeclav, die Abfahrt 25 Hustopeče liegt am nördlichen Stadtrand. Von Südosten führt entlang der Štinkovka die Bahnstrecke Šakvice–Hustopeče u Brna in die Stadt. Etwa acht km südwestlich der Stadt befinden sich die drei Thaya-Stauseen von Nové Mlýny (Neumühl).
Nachbarorte sind Křepice und Nikolčice im Norden, Kurdějov (Gurdau) im Nordosten, Horní Bojanovice und Němčičky im Osten, Bořetice, Velké Pavlovice und Starovičky (Klein Steurowitz) im Südosten, Šakvice im Süden, Strachotín und Popice im Südwesten sowie Starovice (Groß Steurowitz) und Nová Ves im Nordwesten.

## Geschichte
Im 11. bis 13. Jahrhundert kam es zu einer großen Siedlungsbewegung von West nach Ost. Mähren wurde von 1031 bis 1305 von der Dynastie der Přemysliden regiert. Um größere Gebiete landwirtschaftlich zu nutzen und damit höhere Erträge zu erzielen, bewarben sie die Kolonisten zum Beispiel mit zehn Jahren Steuerfreiheit (deutsches Siedlerrecht). Bis zum Jahre 1150 wurde das Gebiet um Mikulov (Nikolsburg) und Znojmo (Znaim) von deutschen Einwanderern aus Niederösterreich besiedelt. Die Anlage des Dorfes sowie die ui-Mundart, die bis 1945 gesprochen wurde, bekunden, dass sie ursprünglich aus den bairischen Gebieten der Bistümer Regensburg und Passau stammten. Sie brachten neue landwirtschaftliche Geräte mit und führten die ertragreiche Dreifelderwirtschaft ein.
Die erste Erwähnung des Ortes stammt aus dem Jahre 1247. Der Ort dürfte damals zum Herrschaftsgebiet des einflussreichen Adeligen Wilhelm von Uztopesch gehört haben, der zum Gefolge des böhmischen Königs Ottokar II. Přemysl gezählt werden kann. Der Bau einer kleinen Burganlage in Hustopeče in dieser Zeit könnte auf ihn zurückgehen. Ob der Flecken dem im Jahre 1312 aufgelösten Orden der Templer gehörte, ist umstritten. Im frühen 14. Jahrhundert geriet der Ort unter die Herrschaft von Königin Elisabeth, welche ihn an das Zisterzienserinnenkloster in Brünn verschenkte. 1363 gestattete die Äbtissin Bertha den Bürgern von Auspitz, das im Stadtrecht von Brünn niedergeschriebene Erbrecht anzuwenden. Der Markgraf Jobst von Mähren gewährte dem Ort im Jahre 1410 einen Jahrmarkt. In den Jahren nach 1510 wurde der Ort befestigt.
Im Jahr 1529 etablierte Philipp Plener hier eine der ersten Gütergemeinschaften der radikal-reformatorischen Täuferbewegung. Kurze Zeit später entstand ein weiterer Bruderhof der später nach Jakob Hutter benannten Hutterer. Die Hutterer gründeten einen eigenen Stadtteil, der bis heute „Am Tabor“ genannt wird. Auspitz galt für lange Zeit als lutherisch. Erst nach dem Sieg der Kaiserlichen in der Schlacht am Weißen Berg 1620 und der nachfolgenden Gegenreformation wurde der Ort wieder katholisch.
1571 wütete die Pest in Auspitz. Ein Jahr später wurde der Ort von Kaiser Maximilian II. zur Stadt erhoben und bestand aus vier Katastralgemeinden: dem Platzort Auspitz, dem Straßenangerdorf Böhmendorf, dem Gassengruppendorf Neu- und Schmiedgasse und dem Gassen-Straßendorf Quer- und Langzeile. Auch gewährte der Kaiser einen dritten Jahrmarkt. Aufgrund der Handelswege zwischen Prag und Ungarn werden dem Ort neben den großen Viehmärkten ab 1589 ein Wochen- und ein Fleischmarkt gewährt. Im Laufe der Jahre gab es, je nach Saison, verschiedene Märkte. Darunter waren ein Textilmarkt, ein Tischlermarkt, ein Bindermarkt, ein Geschirrmarkt, ein Wagnermarkt, ein Zickelmarkt, ein Getreidemarkt und ein Krautmarkt. Ebenso verdienen die Auspitzer am Weinhandel, da ca. ein Fünftel der Anbauflächen von Auspitz für den Wein genutzt wurde.
Um 1598 wurde mit der Herrschaftsübernahme von Liechtenstein die Ortschaft wieder katholisch. Bereits im Jahre 1617 ist ein katholischer Pfarrer in Auspitz belegt. Im Jahre 1618 wurden die letzten Täufer aus der Ortschaft vertrieben und zogen nach Siebenbürgen weiter. Gleichzeitig entwickelte sich in Auspitz eine Jüdische Gemeinde. Die Matriken der Stadt wurden seit 1621 geführt. Onlinesuche über das Landesarchiv Brünn. Während des Dreißigjährigen Krieges wurde Auspiz 1623 von den Siebenbürgern und 1643 und 1645 von den Schweden unter Lennart Torstensson gebrandschatzt und geplündert. In den Jahren 1634 und 1684 wütenden zwei Großbrände in Auspitz. 1662 zerstörte der Frost die gesamte Ernte des Dorfes, und 1679 brach die Pest aus, welche hunderte Opfer forderte. Während der Türkenkriege und der Belagerung von Wien 1683 wurde der Ort von den Türken eingenommen. Hierbei wurden 380 Einwohner getötet und 350 in die Sklaverei verschleppt.
1756 gründeten die Piaristen ein Gymnasium in Auspiz. Später wurde diese Schule durch ein kaiserliches Dekret aufgelöst und in eine Hauptschule umgewandelt. Im Jahre 1843 wurde der große Viehmarkt, auf dem lange Zeit Rinder aus Ungarn weiter gehandelt worden waren, aufgelassen, da andere Städte bedeutender geworden waren als Auspitz. Im Jahr 1850 wurde die Stadt Sitz der Bezirkshauptmannschaft des gleichnamigen niederösterreichischen Bezirkes. 1875 wurde eine Freiwillige Feuerwehr  gegründet. Am 18. Juli 1894 erhielt die Stadt Eisenbahnanschluss durch die private Auspitzer Lokalbahn. Große Teile der Bevölkerung lebten von der Landwirtschaft. Im Umland war auch die Jagd  ertragreich. In manchen Jahren wurden bis zu 3000 Hasen und mehrere Hundert Rebhühner geschossen. Neben einem florierenden Kleingewerbe gab es eine Mühle, eine Süßholzextraktfabrik, ein Sägewerk, eine Buchdruckerei, drei Ziegeleien, eine Molkerei und eine Tonwarenfabrik.

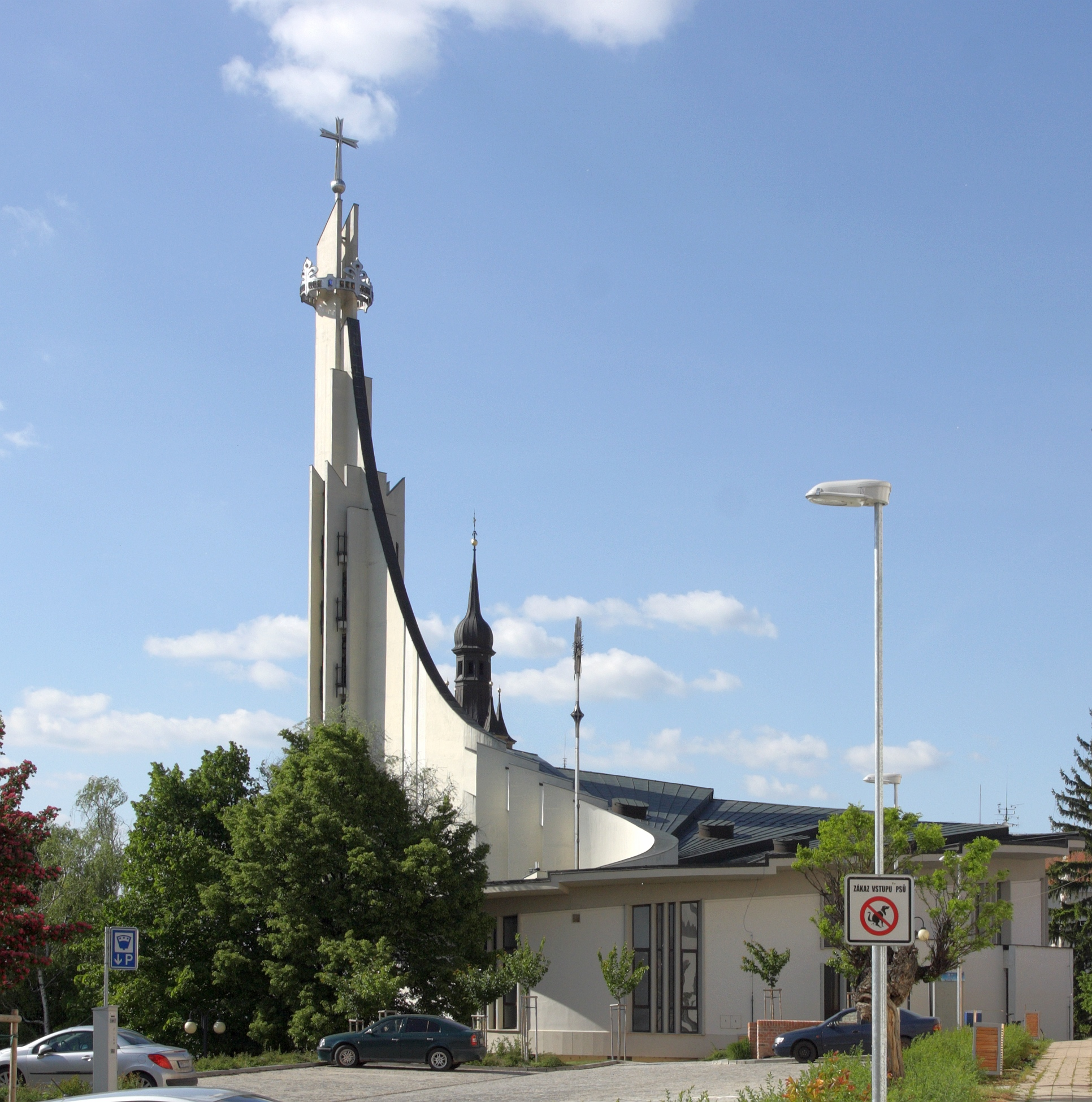
In den 1990er-Jahren neu errichtete Stadtpfarrkirche

Nach dem Ersten Weltkrieg und dem Friedensvertrag von Saint Germain 1919 wurde die Stadt, deren Bewohner im Jahre 1910 zu 88 % deutschsprachig waren, Bestandteil der neuen Tschechoslowakischen Republik. Der Ort wurde elektrifiziert, die Straßen gepflastert und die Parkanlage sowie die Unterrealschule ausgebaut. Durch das Parteiengesetz erhielt im Jahre 1933 erstmals ein Tscheche das Amt des Bürgermeisters.
1938 fiel Auspitz mit dem Münchner Abkommen an das Deutsche Reich und wurde ein Teil des Reichsgaus Niederdonau. Tschechische Beamte und Lehrer zogen in das Protektorat Böhmen und Mähren um. Die jüdischen Einwohner der Stadt wurden unter nationalsozialistischer Herrschaft deportiert und ermordet. Während des Zweiten Weltkrieges fielen 131 Ortsbewohner im Krieg und 80 Häuser wurden zerstört. Nach Kriegsende kam Hustopeče am 8. Mai 1945 wieder zur Tschechoslowakei zurück. Durch tschechische Milizen kam es bei Racheakten an der deutschen Ortsbevölkerung und der Vertreibung zu 21 Ziviltoten. Zwischen dem 6. April und dem 3. Oktober 1946 wurde die deutsche Bevölkerung von Auspitz über Nikolsburg aus ihrer Heimat zwangsausgesiedelt. Ungefähr 350 Auspitzer wurden in Österreich, der Großteil in Deutschland, einige in anderen europäischen Ländern und zwei in Australien ansässig. Die Vertreibung führte zu einem Niedergang des Weinbaus, der nach 1955 unter planwirtschaftlichen Bedingungen wieder aufgenommen wurde.
1961 stürzte der Kirchturm der Stadtpfarrkirche ein und beschädigte den Altbau mit Teilen aus der frühgotischen Zeit. Die kommunistische Regierung ordnete 1963 die Sprengung der Kirche an. Von 1990 bis 1994 wurde ein moderner Neubau der Stadtpfarrkirche wiedererrichtet. Die Weinbautradition wurde wieder belebt und ist heute touristischer Hauptanziehungspunkt.

## Wappen und Siegel

Auf die zentrale Lage im Weinanbaugebiet deutet auch das Stadtwappen von Hustopeče hin

Das Ortssiegel ist seit 1350 bekannt. Es zeigt einen Rebzweig mit drei Weintrauben und daneben eine Hacke und ein Rebmesser. In der ersten Hälfte des 16. Jahrhunderts führte Auspitz zwei Gemeindesiegel. Das Siegel wurde bei der Stadterhebung ebenfalls verändert. Ebenso erhielt die Stadt ein Wappen. Es besteht aus einem Rot und Gold gespaltenen Schild, darin in der vorderen Hälfte in einem goldenen Balken liegend eine rote Weintraube und darüber aufrechtstehend ein silbernes Rebmesser mit goldenem Griff. Die hintere Schildhälfte zeigt einen rot bezungten halben silbernen Adler. Der Schild selbst wird von einem dahinterstehenden rot bekleideten Engel mit beiden Händen festgehalten.

## Einwohnerentwicklung
| 1793                                                                          | 2.330 |       |       |     |
| 1836                                                                          | 2.906 |       |       |     |
| 1869                                                                          | 3.106 |       |       |     |
| 1880                                                                          | 3.302 | 2.764 | 521   | 19  |
| 1890                                                                          | 3.654 | 3.257 | 380   | 17  |
| 1900                                                                          | 3.603 | 3.223 | 354   | 26  |
| 1910                                                                          | 3.473 | 3.039 | 420   | 14  |
| 1921                                                                          | 3.493 | 1.951 | 1.255 | 154 |
| 1930                                                                          | 3.719 | 1.862 | 1.715 | 142 |
| 1939                                                                          | 2.971 |       |       |     |
| Quelle: 1793, 1836, 1850 aus: Südmähren von A–Z, Frodl, Blaschka              |       |       |       |     |
| Sonstige: Historický místopis Moravy a Slezska v letech 1848–1960, sv.9. 1984 |       |       |       |     |

## Gemeindegliederung
Für die Stadt Hustopeče sind keine Ortsteile ausgewiesen. Grundsiedlungseinheiten sind Horní Stará hora, Hradní, Hustopeče-střed, Křížový vrch, Nové sady, Pod Křížovým vrchem, Svahy, U stadiónu, U trati, V táborech, Za nemocnicí und Záhumenní.

## Sehenswürdigkeiten

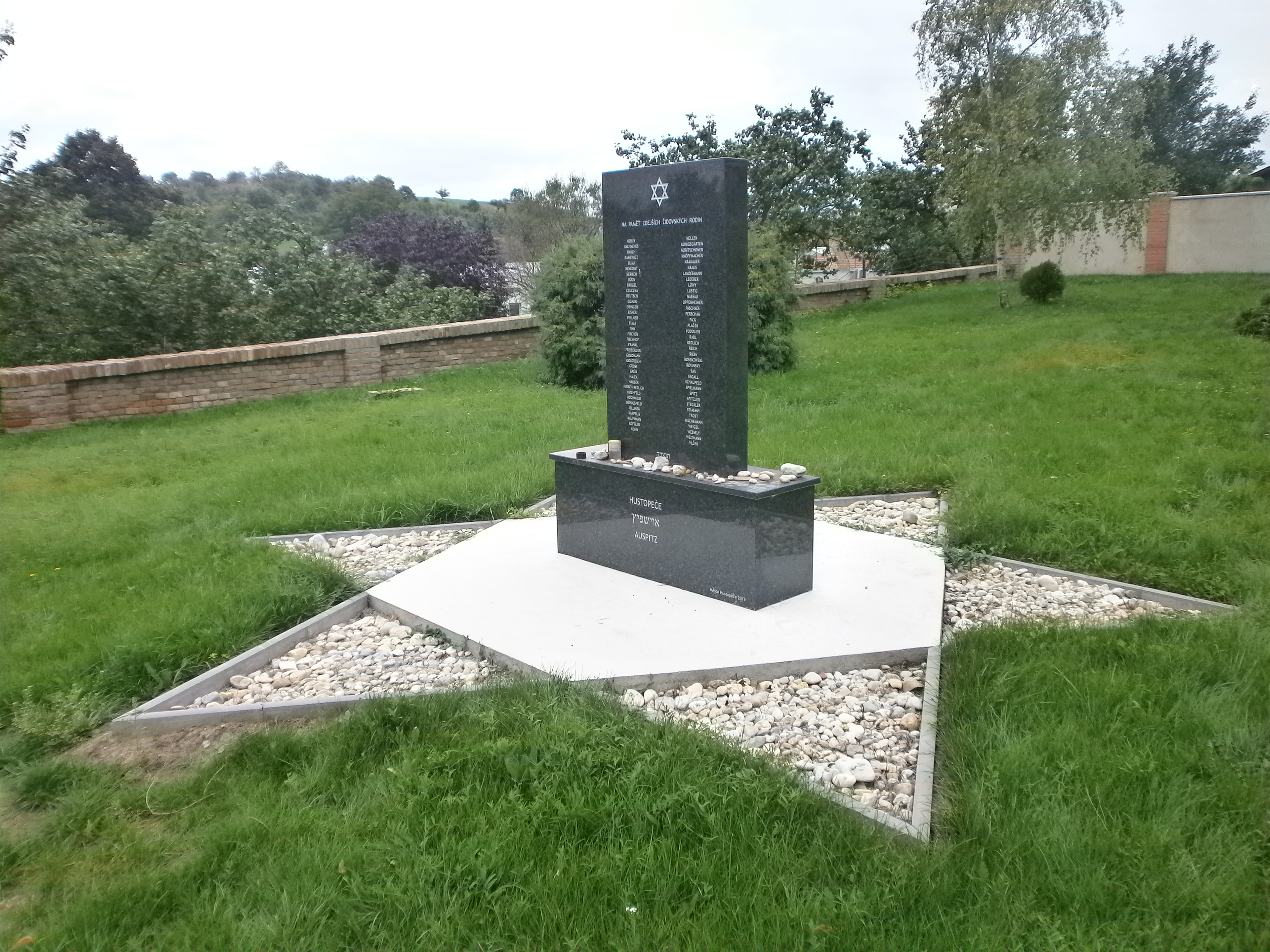
Mahnmal auf dem ehemaligen jüdischen Friedhof in Hustopeče

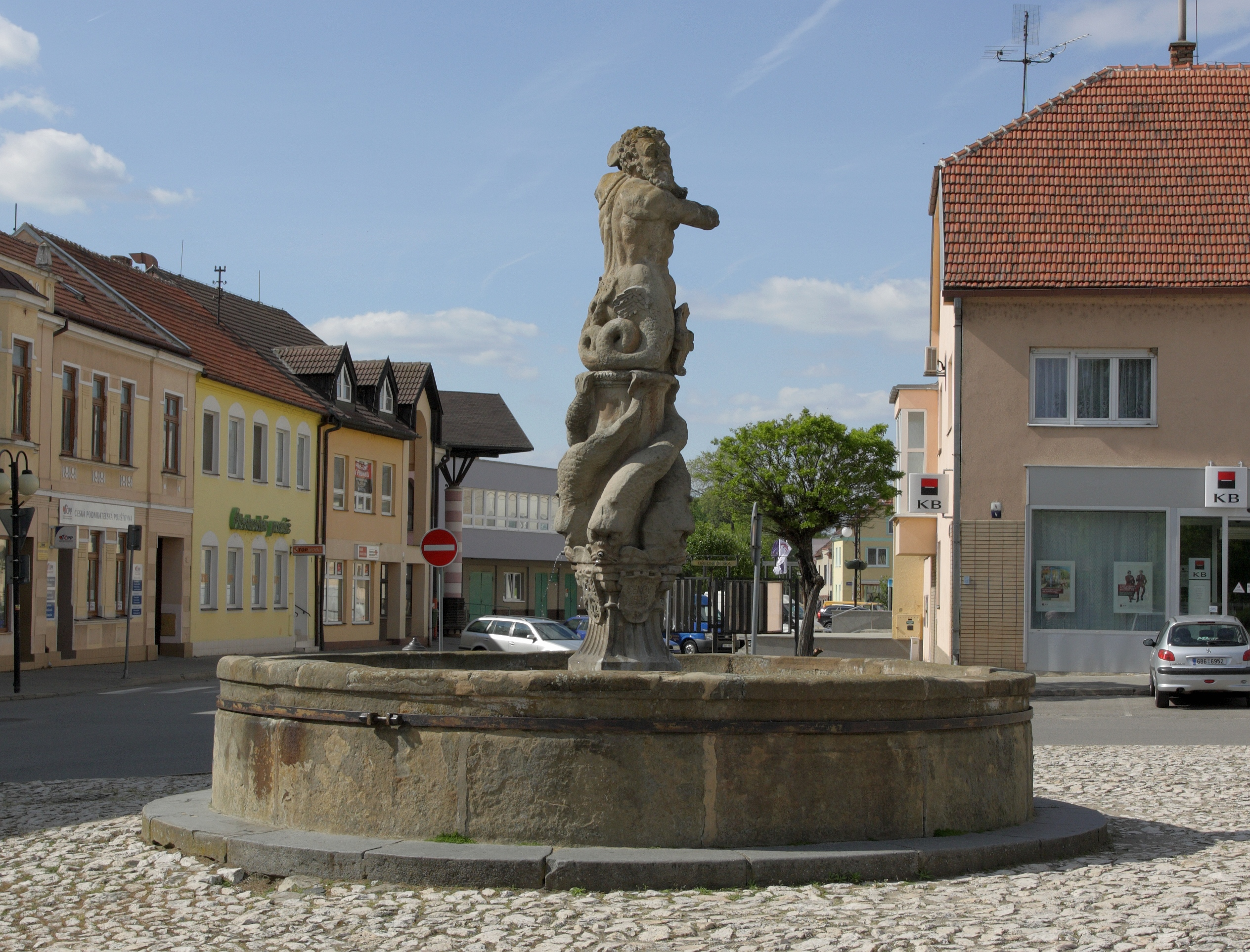
Stadtbrunnen

- Moderne Stadtpfarrkirche St. Wenzel und Agnes von Böhmen, errichtet 1990–1994
- Kapelle der Hll. Rochus, Sebastian und Rosalia aus dem Jahre 1721, südlich der Stadt am Křížový vrch, sie wurde 1894 erneuert
- Dreifaltigkeitssäule (1668)
- Rathaus (1906)
- Der Jüdische Friedhof in Hustopeče wurde zwar eingeebnet, er ist jedoch heute ein Park mit einem Mahnmal
- Das Renaissancehaus U Synků dient als Stadtmuseum und Touristenzentrum. Im Hof befindet sich ein 2007 errichtetes Denkmal für die Weinhefe. Die steinerne Plastik einer Hefezelle gilt mit 70.000-facher Vergrößerung als meistvergrößerte künstlerische Darstellung eines Organismus.[19]
- Bürgerhäuser im Renaissancestil
- Bastei und Reste der Stadtmauer
- Stadtbrunnen (1596)[20][21][22]
- Mandelbaumgarten mit Aussichtsturm

## Wirtschaft
In Hustopeče besteht ein Fertigungsbetrieb der Frauenthal Holding zur Herstellung von Druckluftbehältern für Bremssysteme für LKW und Busse. Das Werk war 1881 von Edmund Wessely in Auspitz gegründet worden. Unter den Firmennamen Jihokov (seit 1954), Plynokov (seit 1958) und Gastec (seit 1992) wurden Flüssiggasflaschen und andere Druckgasbehälter gefertigt. Im Jahre 2012 übernahm die Frauenthal Holding das Werk von Worthington Cylinders.
Alljährlich am letzten Samstag im Juni werden in Hustopeče Radwanderungen durch das Anbaugebiet der Rotweinsorte André mit reichhaltigen Weinverkostungen und kulinarischem Programm organisiert.

## Persönlichkeiten
- Wenzel Freiherr von Ebner-Eschenbach (* 1743; † 1820), Feldmarschallleutnant und Schwiegervater von Marie von Ebner-Eschenbach
- Tomáš Garrigue Masaryk (* 7. März 1850; † 14. September 1937), lebte von 1861 bis 1868 in Auspitz. Das Grab seiner Eltern Jozef und Terezie befindet sich auf dem städtischen Friedhof.
- Eduard Schleimayer (* 28. Jänner 1859; † 3. Juni 1929 ebenda), Abgeordneter des Mährischen Landtags, Bürgermeister
- Eduard von Kreysa (* 18. Februar 1860; † 28. April 1923), Präsident des Obersten Landwehrgerichtshofes, zuletzt General der Infanterie
- Hermann Zerzawy (* 28. Juli 1880; † 11. Dezember 1976 in Baden bei Wien), Schriftsteller, Heimatforscher
- Eduard Rußmayr (* 11. August 1882; † 8. Februar 1924 ebenda), Apotheker, Heimatforscher
- Josef Reinfuß (1882–1962), Lehrer und Politiker, Abgeordneter des Mährischen Landtags und des Prager Parlaments
- Othmar Kallina (* 10. September 1889; † 12. Mai 1945), Parlamentsabgeordneter der DNP
- Fritz Felzmann (* 16. Juni 1895 in Boskowitz; † 10. Mai 1980 in Wien), Stadtarzt von Auspitz und Dichter, Vater von Ilse Tielsch
- Johann Wolfgang Brügel (* 3. Juli 1905; † 15. November 1986), Politiker und Journalist
- Ilse Tielsch (* 20. März 1929; † 21. Februar 2023 in Wien), österreichische Schriftstellerin. Ihre Bücher wurden in 20 Sprachen übersetzt. Sie erhielt eine Vielzahl von in- und ausländischen Preisen und Ehrungen.
- Franz Machilek (* 9. Januar 1934; † 5. April 2021 in Erlangen), deutscher Historiker und seit 2010 Ehrenbürger von Hustopeče.
- Josef Šural (* 30. Mai 1990; † 29. April 2019), tschechischer Fußballnationalspieler
- Radek Juška (* 1993), Weitspringer